# Luigi Barberis
Luigi Barberis (fl. XIX-XX secolo) è stato un calciatore italiano, di ruolo terzino.

## Carriera
Luigi Barberis fu un giocatore della Juventus.
Pur risultando in rosa nel 1902, egli fece il suo esordio il 7 novembre 1909 contro il Torino nel Derby della Mole, finito in una sconfitta per 3-1, mentre il suo ultimo incontro fu il 9 febbraio 1913 sempre nel Derby della Mole in una sconfitta per 8-6. In cinque stagioni collezionò nove presenze e due reti.

## Statistiche

### Presenze e reti nei club
| Stagione  | Club     | Campionato | Campionato | Campionato | Campionato |
| Stagione  | Club     | Comp       | Pres       | Reti       |            |
| --------- | -------- | ---------- | ---------- | ---------- | ---------- |
| 1908-1909 | Juventus | PC         | 0          | 0          |            |
| 1909-1910 | Juventus | PC         | 4          | 2          |            |
| 1910-1911 | Juventus | PC         | 0          | 0          |            |
| 1911-1912 | Juventus | PC         | 0          | 0          |            |
| 1912-1913 | Juventus | PC         | 5          | 0          |            |
| Totale    | Totale   | Totale     | 9          | 2          |            |